# Едмунд Гимза
Едмунд Гимза (16. октобар 1912 — 30. септембар 1994) био је пољски фудбалер . У почетку је играо као нападач, а у каснијој фази каријере играо је као одбрамбени играч. Рођен је 16. октобра 1912. у граду Руда Шљонска у Горњој Шлеској, а умро је 30. септембра 1994. у Чинору, у Енглеској.
Гимза је играо за Рух Хожов, као и за репрезентацију Пољске. Са Рухом је био вишеструки шампион Пољске (1933, 1934, 1935, 1936, 1938).
Дана 4. јуна 1933. у Варшави, дебитовао је за репрезентацију у поразу од Белгије резултатом 0 : 1. Био је део репрезентације Пољске на Светском првенству у фудбалу 1938. године у Француској. Његова последња утакмица у бело-црвеном дресу била је 27. августа 1939. у Варшави, победа над Мађарском резултатом 4 : 2. Укупно је одиграо девет утакмица за репрезентацију Пољске.
Током Другог светског рата, био је приморан да се придружи Вермахту, али је дезертирао и придружио се француском Покрету отпора, одакле се придружио пољској војсци. После рата, Гимза је одлучио да остане у Уједињеном Краљевству и није се вратио у Пољску. Он је прадеда Итана Гимзе и деда Стефана Гимзе.